# 後藤基夫
後藤 基夫（ごとう もとお、1918年10月20日 - 1983年4月5日）は日本のジャーナリスト、朝日新聞社常務取締役。

## 経歴
大分県佐賀関町生まれ。第三高等学校を経て1941年12月東京帝国大学法学部政治学科卒業、1942年1月朝日新聞社入社、翌2月陸軍東部第62部隊入営。主計少尉として中国湖北省で終戦を迎える（ポツダム宣言受諾後に主計中尉）。1946年2月に朝日新聞社に復職。同年6月東京本社政経部員、1950年1月政治部員、1956年10月アメリカ総局員、1958年2月再び政治部、1960年1月政治部次長、1963年2月ロンドン支局長、1966年6月論説委員、1967年1月論説副主幹、1969年12月東京本社編集局長、1973年9月取締役・大阪本社代表、1974年6月常務取締役、1978年12月総合企画室担当（東京本社）、1981年4月東京本社代表となり、在職中に脳出血のため死去。享年66（満64歳）。
東大在学中に昭和研究会の教育機関「昭和塾」に入り、三木清の影響を受けた。「室町将軍」と呼ばれた同郷の右翼の大物三浦義一（父親が元大分市長、衆議院議員）と親しく、政界の裏情報にも通じて「書かざる大記者」と呼ばれた。宮沢喜一は後藤を「一番親しい友人」と呼んでいる。「書かざる大記者」ゆえに敵対する政治家の双方から相談を持ち込まれることも多く、政治記者として読売新聞社の渡邉恒雄も一目置く存在だった。
中ソ対立が社内の派閥抗争に波及していた当時の朝日においては、親中派の重鎮の一人で、東京本社編集局長時代の1971年秋に特派員団長として北朝鮮と中国を訪問し、金日成首相、周恩来首相と会見。総合企画室担当時代の1980年にも北朝鮮を訪れている。
「書かざる大記者」のため、書いたものは少ないが、晩年、岩波書店の月刊『世界』に連載された石川真澄、内田健三との座談で、戦後政治についての見聞の一部を語っている。

## 著書
- 内田健三・石川真澄と共著『戦後保守政治の軌跡－吉田内閣から鈴木内閣まで』

（岩波書店、1982年／同時代ライブラリー（上下）、1994年）